# Léopold Cavalière
Léopold Cavalière, né le 27 avril 1996 à Albi, dans le Tarn, est un joueur français de basket-ball évoluant au poste d'ailier fort.

## Biographie
En mai 2020, après 9 années (dont 2 en tant que junior) à Pau-Lacq-Orthez, il s'engage, pour trois ans, avec le club de Strasbourg.
Il fait actuellement partie de l'équipe de France de Basketball 3x3.
Le 24 juin 2024, il signe avec le Paris Basketball pour deux saisons.

## Palmarès

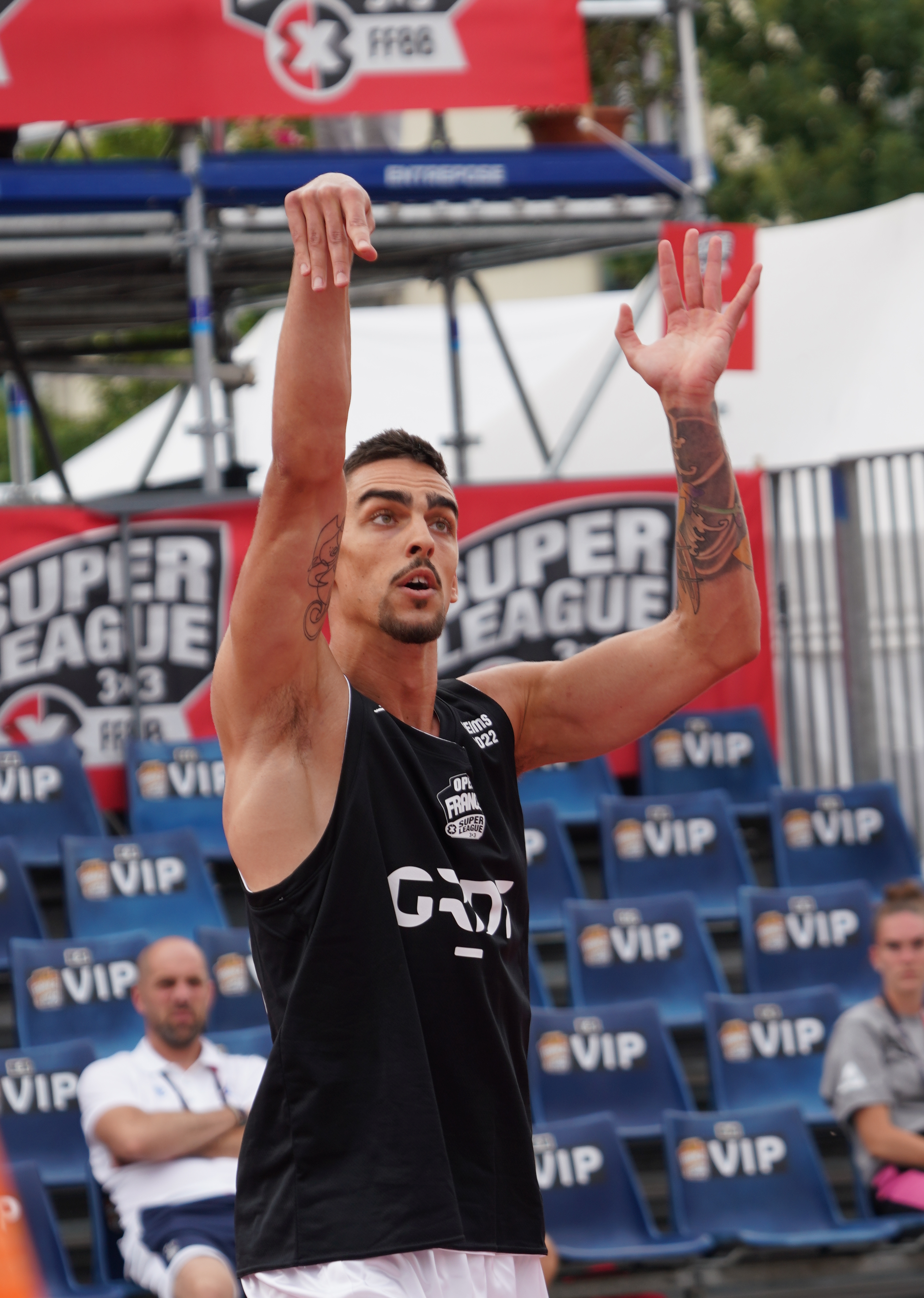
Open de France de Superleague 3×3.

- Médaille de bronze à la Coupe du monde de basket-ball 3×3 2022[3].

 Paris Basketball :
- Champion de France en 2025
- Vainqueur de la Coupe de France 2025